# 452
Rok 452 (CDLII) byl přestupný rok, který podle juliánského kalendáře započal úterým. V té době se tento rok nazýval Rok konzulátu Herculana a Sporacia. Číselné označení 452 se stanovilo až ve středověku, kdy Evropa přešla na letopočty Anno Domini (léta páně).
Podle židovského kalendáře došlo k přelomu let 4212 a 4213.

## Události

### Evropa
- Hunové pod vedením Attily napadli Severní Itálii. Císař Valentinianus III. uprchl z Ravenny do Říma a vyslal papeže Lva I., aby Huny přesvědčil k návratu do Velké Dunajské nížiny. Hunové zničili města Aquileia, Padova a Verona. Nakonec Attila nenapadl Miláno, jak měl původně v plánu, jelikož mu Římané zaplatili velkým množstvím zlata. Vojevůdce Aetius nebyl schopen znovu sestavit armádu.
- Attila obsadil Řím, ale nebyl jím napaden díky snaze papeže Lva, který na poslední chvíli zasáhnul. Attila, ohrožený zprávami o posilách z Východořímské říše a morem propukajícím mezi Huny, byl přesvědčen, aby se stáhl.
- Uprchlíci z armády Hunů založili město Benátky. Dále utíkali na malé ostrůvky v Benátské laguně.
- Podle britských legend se v tomto roce král Vortigern oženil s Rowenou a stal se králem Britonů. Anglosasové se začali usazovat na území dnešní Velké Británie.

### Čína
- Císař Tai Wu Di byl zavražděn svým eunuchem Zong Ai. Na trůně jej měl vystřídat jeho syn Tuoba Yu, který byl později téhož roku rovněž zavražděm. Novým císařem se tak stal Wen Cheng Di, kterému bylo pouhých 12 let.

## Narození
- Gundobad, burgundský král († 516)

## Úmrtí
- 11. března – Tai Wu Di, čínský císař (* kolem 408)

## Hlavy států

#### Evropa
- Papež – Lev I. Veliký (440–461)
- Západořímská říše – Valentinianus III. (425–455)
- Království Burgundů – Gondioch (436–473)
- Galicijské království – Rechiarius (448–456)
- Durynské vévodství – Bisinus (450–500)
- Franská říše – Merovech (448–457)
- Ostrogóti – Valamir (447–465/470)
- Vizigóti – Thorismund (451–453)
- Vandalové – Geiserich (428–477)
- Hunové – Attila (435–453)

#### Britské ostrovy
- Dumnonie – Erbin Dumnonský (443–480)
- Království Ceredigion – Ceredig (424–453)
- Powys – Catigern (430–447)

#### Balkán a Blízký Východ
- Východořímská říše – Marcianus (450–457)

#### Asie
- Perská říše – Jazdkart II. (439–457)
- Ibérské království – Vachtang I. Gorgasali (447–522)
- Čína - Severní Wei – Taiwu (424–452), Tuoba Yu (452), Wenčeng (452–465)
- Čína - Liu Song – Wen (424–453)
- Japonsko – Ingjó (411–453)
- Korea - Päkče – Biyu (427–455)
- Geumgwan Gaya – Jilji (451–492)
- Kogurjŏ – Jangsu (413–490)
- Silla – Nulji (417–458)